# Жерновці
Жерно́вці (рос. Жерновцы) — селище у складі Єгор'євського району Алтайського краю, Росія. Входить до складу Сростинської сільської ради.

## Населення
Населення — 54 особи (2010; 101 у 2002).
Національний склад (станом на 2002 рік):
- росіяни — 99 %